# Dacus smieroides
Dacus smieroides är en tvåvingeart som först beskrevs av Walker 1860.  Dacus smieroides ingår i släktet Dacus och familjen borrflugor. Inga underarter finns listade i Catalogue of Life.